# Nathan Blake
Nathan Alexandar Blake (Cardiff, 27 januari 1972) is een voormalig Welsh voetballer die als aanvaller speelde. Hij beëindigde zijn actieve loopbaan in 2006 bij Newport County.

## Clubcarrière
Blake kwam eerder uit voor achtereenvolgens Cardiff City, Sheffield United, Bolton Wanderers, Blackburn Rovers, Wolverhampton Wanderers en Leicester City. Tevens was hij korte tijd op huurbasis actief bij Leeds United.

## Interlandcarrière
Blake speelde in totaal 29 interlands (vier doelpunten) voor het nationale A-team van Wales. Onder leiding van interim-bondscoach John Toshack maakte hij zijn debuut op 9 maart 1994 in de vriendschappelijke thuiswedstrijd tegen Noorwegen (1-3) in Ninian Park (Cardiff), net als Jason Perry van Cardiff City FC. Hij moest in dat duel na 59 minuten plaatsmaken voor aanvaller Dean Saunders van Aston Villa.